# Blauwlelbuulbuul
De blauwlelbuulbuul (Brachypodius nieuwenhuisii synoniem: Pycnonotus nieuwenhuisii), is een zangvogel uit de familie van de buulbuuls. Het is een mysterieuze vogel die alleen bekend is van enkele vondsten.

## Taxonomie
De soort is genoemd naar de Nederlandse etnoloog en ontdekkingsreiziger Anton Willem Nieuwenhuis.

## Verspreiding
De blauwlelbuulbuul komt of kwam voor op Sumatra en Borneo en telt twee ondersoorten:
- B. n. inexspectatus (Chasen, 1939): Sumatra.
- B. n. nieuwenhuisii (Finsch, 1901): Borneo.

## Status
Deze vogel is alleen bekend van twee museumexemplaren die zijn verzameld in 1900 in Sumatra en 1937 in Borneo. Verder is de vogel in 1992 waargenomen in Brunei. Op de Rode lijst van de IUCN heeft deze soort daarom de status onzeker.